# ستيفن ويليس
ستيفن ويليس (بالإنجليزية: Stephen Willis)‏ (12 ديسمبر 1986 بجزر كوك في نيوزيلندا - ) هو لاعب كرة قدم نيوزلندي في مركز الوسط. شارك مع منتخب جزر كوك لكرة القدم. أما مع النوادي، فقد لعب مع Nikao Sokattak F.C. ‏.

## وصلات خارجية
- ستيفن ويليس على موقع قاعدة بيانات كرة القدم.إي يو (الإنجليزية)
- ستيفن ويليس على موقع ناشيونال فوتبول تيمز (الإنجليزية)